# Neocalyptis magnilabis
Neocalyptis magnilabis Razowski, 2009 è una falena appartenente alla famiglia Tortricidae, endemica del Vietnam.

## Descrizione
L'apertura alare è di 15 mm. Il colore di fondo delle ali è marrone crema, con punti e suffusioni brunastre. I segni sono marroni con punti marrone nerastri e una macchia subapicale divisa in due parti. I posteriori sono di un marrone pallido.